# DSV Victoria Zemun
DSV Victoria je bio nogometni klub iz Zemuna (danas Srbija), oko kojeg su se okupljali Nijemci. 
Osnovana je prije drugog svjetskog rata.
Sudjelovala je i u nogometnom prvenstvu NDH. Nakon Drugog svjetskog rata, u sklopu s osvetničkom politikom jugoslavenskih vlasti, klubu je zabranjen rad.
Nedovršeno prvenstvo Banovine Hrvatske 1941. je okončala na pretposljednjem, 8. mjestu.
U prvenstvu NDH 1942. je u prvom krugu, u skupini "C", okončala nastup u skupini na posljednjem mjestu.